# 尼克·汤森德
尼古拉斯·彼德·汤森德（英語：Nicholas Peter Townsend，1994年11月1日—）是一名英格蘭足球運動員，司職守門員，現時效力英格蘭足球全國聯賽球會伊斯特利。

## 球會生涯

### 伯明翰
汤森德在2011年7月取得獎學金加入伯明翰青訓系統。2013年1月，由於球隊三號守門員大衛·盧卡斯離隊，他獲發一隊球衣背碼，並在足總盃第三輪對列斯聯時擔任科林·多伊尔的替補。之後他被外借到牛津城並成為先發成員，共在北議聯上場9次及牛津郡高級盃上場2次。季後他獲得一年職業合約，外另一年選擇權。
2014年2月，他被外借到全國聯球會林肯城並成為先發陣容，共上場14次。2014/15球季，他在伯明翰的合約獲得延長，並獲得30號球衣背碼。由於沒有職業球會對他有興趣，意味著汤森德須再次外借回非聯賽。汤森德回到林肯城，依舊成為球隊首席守門員並在聯賽上場17次。在林肯城出戰首場足總盃前，由於伯明翰主教練李爾·奇勒被辭退，球會不希望在新教練上任前就讓汤森德參加足總盃而使他無法代表伯明翰在盃賽上場，這迫使林肯城召回外借的門將保羅·法曼。盃賽結束後，汤森德回到板凳上，沒有再代表林肯城上場，於是伯明翰在1月召回他。
回到伯明翰城，他在U21發展隊獲得穩定的上場機會，並以隊長身份帶領球隊贏得伯明翰高級盃。2015年夏天，他與球會簽下兩年新合約，外加一年行使權。由於湯馬士·古斯錫和亚当·莱格兹丁斯的加盟，他被降至第三守門員。於是汤森德被外借到英甲球會巴恩斯利至11月1日。

### 巴恩斯利
加盟巴恩斯利的首場聯賽雖然坐冷板，但三天後的聯賽盃到訪斯坎索普联的比賽中獲得上場機會，在點球大戰中由於未能救中任何一球，使球隊以7-6出局。9月1日，他正式轉會至巴恩斯利。9月12日主場對斯温登的比賽，由於守門員亞當·戴維斯被棄用，他首次在職業聯賽上場並以4-1取勝。

## 外部連結
- 足球数据库：Nick Townsend的球员统计数据